# Copa del Món de Futbol de 1958 - Grup 1
El Grup 1 de la Copa del Món de Futbol 1958, disputada a Suècia, estava compost per quatre equips, que s'enfrontaren entre ells amb un total de 6 partits. Els dos millors classificats passaren a jugar la segona fase, els quarts de final. En cas d'empat entre dos seleccions es disputà un partit de desempat.

## Integrants
El grup 1 està integrat per les seleccions següents:
| Alemanya Occidental | Txecoslovàquia | Irlanda del Nord | Argentina |
| ------------------- | -------------- | ---------------- | --------- |

## Classificació
| Pos | Equip               | PJ | PG | PE | PP | GF | GC | GR    | Pts | Classificació                      |
| --- | ------------------- | -- | -- | -- | -- | -- | -- | ----- | --- | ---------------------------------- |
| 1   | Alemanya Occidental | 3  | 1  | 2  | 0  | 7  | 5  | 1,400 | 4   | Avança a la segona fase            |
| 2   | Txecoslovàquia      | 3  | 1  | 1  | 1  | 8  | 4  | 2,000 | 3   | Van disputar un partit de desempat |
| 3   | Irlanda del Nord    | 3  | 1  | 1  | 1  | 4  | 5  | 0,800 | 3   | Van disputar un partit de desempat |
| 4   | Argentina           | 3  | 1  | 0  | 2  | 5  | 10 | 0,500 | 2   |                                    |

## Partits

### Argentina vs Alemanya Occidental
| Argentina   | 1–3     | Alemanya Occidental        |
| ----------- | ------- | -------------------------- |
| Corbatta 3' | Informe | Rahn 32', 79' · Seeler 42' |

### Irlanda del Nord vs Txecoslovàquia
| Irlanda del Nord | 1–0     | Txecoslovàquia |
| ---------------- | ------- | -------------- |
| Cush 21'         | Informe |                |

### Alemanya Occidental vs Txecoslovàquia
| Alemanya Occidental    | 2–2     | Txecoslovàquia              |
| ---------------------- | ------- | --------------------------- |
| Schäfer 60' · Rahn 71' | Informe | Dvořák 24' (p.) · Zikán 42' |

### Argentina vs Irlanda del Nord
| Argentina                                   | 3–1     | Irlanda del Nord |
| ------------------------------------------- | ------- | ---------------- |
| Corbatta 37' (p.) · Menéndez 56' · Avio 60' | Informe | McParland 4'     |

### Alemanya Occidental vs Irlanda del Nord
| Alemanya Occidental   | 2–2     | Irlanda del Nord   |
| --------------------- | ------- | ------------------ |
| Rahn 20' · Seeler 78' | Informe | McParland 18', 60' |

### Txecoslovàquia vs Argentina
| Txecoslovàquia                                               | 6–1     | Argentina         |
| ------------------------------------------------------------ | ------- | ----------------- |
| Dvořák 8' · Zikán 17', 39' · Feureisl 68' · Hovorka 81', 89' | Informe | Corbatta 64' (p.) |

### Partit de desempat: Irlanda del Nord vs Txecoslovàquia
| Irlanda del Nord   | 2–1 (pr.) | Txecoslovàquia |
| ------------------ | --------- | -------------- |
| McParland 44', 97' | Informe   | Zikán 18'      |